# موریتاکا آی
موریتاکا آی (انگلیسی: Ai Moritaka؛ زادهٔ ۱۴ ژانویهٔ ۱۹۹۸) بازیگر، مدل (شخص) اهل ژاپن است. وی از سال ۲۰۱۱ میلادی تاکنون مشغول فعالیت بوده‌است.